# Orden Antoniana de San Ormisda de los Caldeos
La Orden Antoniana de San Ormisda de los Caldeos (oficialmente en latín: Ordo antonianus Sancti Hormisdae chaldeorum), también conocida como Orden de San Ormisda u Orden de los Antonianos Caldeos, es una orden religiosa católica de vida apostólica de rito caldeo y de derecho pontificio, fundada por el abad iraquí Gabriel Dambo, en 1808, en Alqosh. A los religiosos de este instituto se les conoce como antonianos caldeos y posponen a sus nombres O.A.O.C.

## Historia

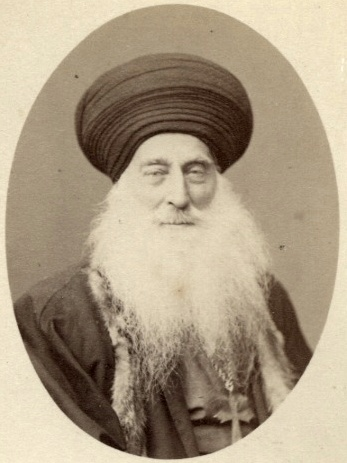
Gracias a la intervención de Joseph Audo (1790-1878), los antonianos caldeos se constituyeron en una orden religiosa de derecho pontificio.

El instituto tiene su origen en el Monasterio Rabban Hormizd, en Alqosh (Irak), cuando el abad Gabriel Dambo, con la ayuda del obispo caldeo de Mosul, Yohanna Hormizd, organizó este y otros monasterios en una orden religiosa católica, con el objetivo de conservar la tradición caldea. A la muerte del fundador, en 1840, los religiosos se dispersaron, pero gracias al obispo de Amadiya, Joseph Audo, se reorganizaron en una orden religiosa de derecho pontificio, mediante decretum laudis del 26 de septiembre de 1845, del papa Gregorio XVI.

## Organización
La Orden de los Antonianos Caldeos es un instituto religioso oriental de derecho pontificio centralizado, cuyo gobierno recae en el superior general, quien toma el título de padre o abad general. Los monasterios conservan la clausura (no estricta) aunque desde 1962 han dejado de ser una orden monacal. Cada monasterio es gobernado por una abad. La curia general se encuentra en Alqosh (Irak).
Los antonianos caldeos se dedican a la vida contemplativa desde sus diversas actividades pastorales, misiones, escuelas y parroquias. Juegan un papel fundamental en la conservación del rito caldeo y en el diálogo ecuménico con las iglesias nestorianas. En 2017, la orden tenía unos 19 religiosos (de los cuales 17 eran sacerdotes) y 6 monasterios presentes en Estados Unidos, Irak, Irán, Líbano y Siria.